# Osobní ordinariát Naší Paní Jižního kříže
Osobní ordinariát Naší Paní Jižního kříže je ordinariát katolické církve pro anglikány, kteří přestoupili ke katolické víře, nachází se v Austrálii.

## Území
Ordinariát v souladu s ustanoveními apoštolské konstituce Anglicanorum coetibus, která rozšiřuje pravomoc nad věřícími, kteří přešli z anglikánství ke katolictví a kteří se zdržují na území Austrálie, patří pod jurisdikci Australské biskupské konference.
Hlavní chrám ordinariátu je zasvěcen svatému Ninianovi a sv. Ceadovi a nachází se v Maylands, na předměstí Perthu, hlavního města Západní Austrálie.

## Historie a současnost
Byl založen dne 15. června 2012 papežem Katolické církve Benediktem XVI., dekretem Nejvyšší zákon Kongregace pro nauku víry; zároveň byl jmenován první ordinář Harry Entwistle (* 31. 5. 1940), bývalý biskup Anglikánské katolické církve v Austrálii. V tentýž den byl vysvěcen na katolického kněze. Dne 26. března 2019 se stal emeritním, tj. odešel do důchodu. Druhým ordinářem byl toho dne jmenován (papežem Katolické církve Františkem) Carl Leonard Reid. Narodil se 14. 12. 1950 v Kanadě: v Hagersville, provincie Ontario. Převeden 15. dubna 2012, 12. ledna 2012 vysvěcen na jáhna a poté 26. ledna 2013 na kněze. Dne 26. března 2019 jmenován (v pořadí druhým) ordinářem tohoto ordinariátu – a 27. srpna 2019 instalován do úřadu.
Počet věřících neustále stoupá. Roku 2012 měl 300 věřících, 7 kněží a 4 farnosti, roku 2013 – 1 000 věřících, 8 kněží a 4 farnosti, 2014 – 2 000 věřících a 14 kněží už v 11 farnostech, 2016 – 2 031 věřících a 19 kněží ve 12 farnostech a r. 2019 už 23 kněží v 16 farnostech.

## Seznam ordinářů
- Harry Entwistle (2012–2019)
- Carl Leonard Reid (od 2019)